# Tudor-Rose

Einfache Grafik der weiß auf roten Rose

Die Tudor-Rose ist ein Symbol für die Vereinigung der Häuser Lancaster und York in der Dynastie der Tudors.
Nach der Schlacht von Bosworth Field verlor Richard III. 1485 die englische Krone an Heinrich Tudor, der daraufhin zu Heinrich VII. wurde. Heinrich heiratete Elizabeth of York, die Nichte Richards, und beendete damit die Rosenkriege.
Die weiße Rose war das Symbol des Hauses York, die rote Rose das des Hauses Lancaster. In der Tudorrose vereinigten sich beide zu einer roten Rose mit silberner (weißer) Füllung; der Butzen in der Mitte ist golden.
Blasonierung: „Mit gestürzter, unbespitzter, golden bebutzter, silberner Rose (York) gefüllte, grün bespitzte, rote Rose (Lancaster).“
Die Tudorrose ist heute noch ein Symbol für England, bzw. des englischen Monarchen, und erscheint z. B. im Wappen des Vereinigten Königreichs und im Wappen Kanadas. Das United States Army Institute of Heraldry erinnert mit der Tudorrose in seinem Wappen an die Besiedlung Nordamerikas von England aus während der Tudorzeit.
Durch die Verwendung in Wappen ist diese Rose über ein einfaches Symbol hinaus eine gemeine Figur in der Heraldik.